# Zakk Wylde
Zakk Wylde (született Jeffrey Phillip Wielandt, (Bayonne, New Jersey, 1967. január 14.   –) amerikai gitáros dalszerző. Világsztárrá a 80-as évek végén vált, amikor bekerült Ozzy Osbourne csapatába. Napjaink egyik legismertebb gitárosa, a Black Label Society nevű együttes énekes-gitáros frontembere.

## Pályafutása
Bayonne-ban nőtt fel Amy nevű lánytestvérével, majd a család Jacksonba költözött. Kisgyerekként a foci érdekelte, linebacker volt (az amerikai fociban a középső védők egyike). 11 évesen egy nyári focitáborban még akkori példaképével Jack Lamberttel is találkozott (a Pittsburgh Steelers egykori linebackere). 8 évesen kezdett el gitározni, de komolyan csak 14 évesen kezdett foglalkozni a hangszerrel. Ekkor egy Leroy Wright nevű srác megmutatta neki, hogyan kell eljátszani a Back in Blacket az AC/DC-től. „Attól kezdve csak az érdekelt, hogy a legjobb legyek. Akkor már a skálázással sem volt gondom”. Középiskoláját a Jackson Memorial High Schoolban járta ki. Ez idő tájt előfordult, hogy napi 10-11 órát is gyakorolt. Első zenekara a Stonehenge volt. Repertoárjukat Black Sabbath-, Cream-, Ozzy-, és Rush-dalok tették ki. Legfőbb hatásának Tony Iommit, Eddie Van Halent, Randy Rhoadsot, Steve Morse-ot, Michael Schenkert, Gary Moore-t, Yngwie Malmsteent, Al Di Meolát, John McLaughlint, Paco de Luciát, Dimebag Darrellt, Jimmy Page-et, és Frank Marinót tartja, de elismeréssel nyilatkozik a Shadows Fall és a Lamb of God gitárosairól is. A Stonehenge után egy Zyris nevű zenekarban játszott New Jersey környéki klubokban.

## Ozzy oldalán
Mark Weiss rockfotós juttatta el azt a felvételt Osbourne-hoz, amin Ozzy-számokat játszik. Ez alapján Ozzy már vele készítette el a No Rest for the Wicked lemezt. Zakk így ismert és elismert gitárossá vált, aki egészen 2010-ig Ozzy zenekarában játszott. Emellett adott ki lemezt szólóban, Derek Sherinian vendégeként, valamint a Black Label Society zenekarával is.

## Stílusa
Pályafutása korai éveiben Gibson-másolatokat használt, de érettségi után kapott annyi pénzt a szüleitől, hogy egy valódi Gibsonra is szert tegyen. Azóta hű a márkához. Bár technikailag képzett gitáros, de védjegyének mégis súlyos riffjei és védjegyszerű vibratótechnikája számít. Már jó ideje kapható a Gibson cég jóvoltából a Zakk Wylde signature modell.
1985 óta él házasságban Barbaranne Caterinával. Három gyerekük van: Hayley Rae, Jesse John Michael és Hendrix. Nagy rajongója a testépítésnek.

## Diszkográfia

### Pride and Glory
- Pride and Glory (1994)

### Szóló
- Book of Shadows (1996)

### Derek Sherinian
- Inertia (2001)
- Black Utopia (2003)
- Mythology (2004)
- Blood of the Snake (2006)
- Molecular Heinosity (2009)

### Black Label Society
- Sonic Brew (1999)
- Stronger Than Death (2000)
- Alcohol Fueled Brewtality (2001)
- 1919 Eternal (2002)
- The Blessed Hellride (2003)
- Boozed, Broozed, and Broken Boned (DVD) (2003)
- Hangover Music Vol. VI (2004)
- Mafia (2005)
- Kings of Damnation 98-04 (2005)
- Shot To Hell (2006)
- The European Invasion – Doom Troopin' Live (2006) (DVD)
- Skullage (2009)
- Order Of The Black (2010)
- Catacombs of the Black Vatican (2014)
- Grimmest Hits (2018)
- Nuns and Roaches: Tasty Little Bastards (EP) (2019)
- Doom Crew Inc. (2021)

### Ozzy Osbourne
- No Rest for the Wicked (1988)
- Just Say Ozzy (1990)
- No More Tears (1991)
- Live and Loud (1993)
- Ozzmosis (1995)
- Down to Earth (2001)
- Live at Budokan (2002)
- Black Rain (2007)

### Egyéb szereplések
- Stairway To Heaven/Highway To Hell (1989)
- Bill Ward – Ward One: Along the Way (1990)
- Dweezil Zappa – Confessions (1991)
- LA Blues Authority (1991)
- Britny Fox – Bite Down Hard (1991)
- Guitars that Rule the World (1992)
- C.P.R (1992)
- Stevie Salas – The Electric Pow Wow (1993)
- Blackfoot – After the Reign (1994)
- Stairway to Heaven Tribute (1997)
- Carmine Appice's Guitar Zeus 2 (1997)
- Hard Pressed – Nobuteura Mada (1997)
- Love – Tokma (1997)
- Merry Axemas Vol.2 – More Guitars (1998)
- RE-SET – Marcy (1998)
- Humanary Stew – A Tribute To Alice Cooper (1999)
- Ozzfest 2001: The Second Millennium (2001)
- Rocksztár Filmzene (2001)
- Themes of Horror (2001)
- Gibson's 50th Anniversary (2002)
- Aqua Teen Hunger Force – Spirit Journey Formation Anniversary (2003)
- Damageplan – New Found Power (2004)
- Fozzy – All That Remains (2005)
- VH1 Rock Honors és Ozzy Osbourne (2007)
- Dope – "Addiction" (2009)
- Rock2Wgtn és Ozzy Osbourne (2008)
- Monsters of Rock (2008)
- Guitar Hero World Tour (2008)
- Dope – No regrets (2009)
- Black Veil Brides – Unholy (Rebels EP , 2011)
- Ozzy Osbourne - "Patient Number 9" (2022)